# Dancing with the Dead
Dancing With the Dead är ett musikalbum av Pain som släpptes den 26 januari 2005. Det är det fjärde i ordningen och det sista från The Abyss Studio.

## Låtförteckning
1. Don't Count Me Out (04:39)
2. Same Old Song (03:58)
3. Nothing (04:07)
4. The Tables Have Turned (04:22)
5. Not Afraid to Die (04:15)
6. Dancing with the Dead (04:13)
7. Tear It Up (03:57)
8. Bye / Die (03:02)
9. My Misery (03:55)
10. A Good Day to Die (03:44)
11. Stay Away (03:19)
12. The Third Wave (03:50)